# Lophura
Lophura – rodzaj ptaków z podrodziny bażantów (Phasianinae) w obrębie rodziny kurowatych (Phasianidae).

## Zasięg występowania
Rodzaj obejmuje gatunki występujące w Azji.

## Morfologia
Długość ciała samic 42–71 cm (ogon 14–32 cm), samców 47–125 cm (ogona 15–75 cm); masa ciała samic 564–1600 g, samców 795–2605 g.

## Systematyka

### Etymologia
- Lophura: gr. λοφος lophos „grzebień”; ουρα oura „ogon”[23].
- Gallophasis: łac. gallus „kogut”; nowołac. phasis „bażant”, od średniowiecznołac. phasis avis „bażant”[24]. Gatunek typowy: Phasianus leucomelanos Latham, 1790.
- Euplocomus: gr. ευπλοκαμος euplokamos „z pięknymi kędziorami, piękne warkocze”, od ευ eu „piękny”; πλοκαμος plokamos „pukiel włosów, warkocz”[25]. Gatunek typowy: Gallus macartneyi Temminck, 1813 (= Phasianus ignitus Shaw, 1798).
- Phasianalector: gr. φασιανος phasianos „bażant”; αλεκτωρ alektōr, αλεκτορος alektoros „kogut”[26]. Gatunek typowy: Gallus macartneyi Temminck, 1813 (= Phasianus ignitus Shaw, 1789).
- Macartneya: George Macartney (1. hrabia Macartney) (1737–1806), brytyjski dyplomata, administrator kolonialny, poseł nadzwyczajny Wielkiej Brytanii w Rosji w latach 1764–1768, główny sekretarz w Irlandii w latach 1769–1772, gubernator Wysp Karaibskich w latach 1776–1779, gubernator Madrasu w latach 1781–1786, ambasador w Chinach w latach 1792–1794, gubernator Kolonii Przylądkowej w latach 1796–1798[27]. Gatunek typowy: Gallus macartneyi Temminck, 1813 (= Phasianus ignitus Shaw, 1789).
- Spicifer: łac. spicifer „noszący kolec”, od spica „kolec”; -fer „noszący”, od ferre „nosić”[28]. Gatunek typowy: Phasianus ignitus Shaw, 1789.
- Gennaeus: gr. γενναιος gennaios „szlachetny”, od γενναω gennaō „zrodzić, spłodzić”[29]. Gatunek typowy: Phasianus nycthemerus Linnaeus, 1758.
- Nycthemerus: epitet gatunkowy Phasianus nycthemera Linnaeus, 1758; gr. νυξ nux, νυκτος nuktos „noc”; ἡμερα hēmera „dzień”[30]. Gatunek typowy: Nycthemerus argentatus Swainson, 1834 (= Phasianus nycthemera Linnaeus, 1758).
- Alectrophasis: gr. αλεκτρυων alektruōn, αλεκτρυονος alektruonos „kogut”; nowołac. phasis „bażant”, od średniowiecznołac. phasis avis „bażant”[31]. Gatunek typowy: Phasianus leucomelanos Latham, 1790.
- Houppifer: fr. houppe „czub, grzebień”; łac. -fer „noszący”, od ferre „nosić”[32]. Gatunek typowy: Houppifer diardii Guérin-Méneville, 1844 (= Phasianus erythropthalmus Raffles, 1822).
- Alectryon: gr. αλεκτρυων alektruōn, αλεκτρυονος alektruonos „kogut”[33]. Gatunek typowy: Phasianus erythrophthalmus Raffles, 1822.
- Lophalector: gr. λοφος lophos „czub”; αλεκτωρ alektōr, αλεκτορος alektoros „kogut”[34].
- Acomus: gr. ακομος akomos „bez włosów” (tj. pozbawiony grzebienia), od negatywnego przedrostka α- a-; κομη komē „włosy”[35]. Gatunek typowy: Phasianus purpureus J.E. Gray, 1830 (= Phasianus erythrophthalmus Raffles, 1822).
- Grammatoptilus: gr. γραμμα gramma, γραμματος grammatos „wzory, desenie”, od γραφω graphō „rysowanie, pisanie”; πτιλον ptilon „skrzydło, pióro”[36]. Gatunek typowy: Phasianus lineatus Vigors, 1831[b].
- Diardigallus: Pierre-Médard Diard (1795–1863), francuski zoolog, kolekcjoner z Holenderskich Indii Wschodnich w latach 1819–1863; rodzaj Gallus Brisson, 1760 (kur)[37]. Gatunek typowy: Euplocomus diardi Bonaparte, 1856.
- Hierophasis: gr. ἱερευς hiereus „kapłan” (por. ἱερος hieros „poświęcony”); nowołac. phasis „bażant”, od średniowiecznołac. phasis avis „bażant”[38]. Gatunek typowy: Euplocamus swinhoii Gould, 1863.
- Lobiophasis: gr. λοβιον lobion „płatek”, od zdrobnienia λοβος lobos „płat”; nowołac. phasis „bażant”, od średniowiecznołac. phasis avis „bażant”[39]. Gatunek typowy: Lobiophasis bulweri Sharpe, 1874.
- Lochmophasis: gr. λοχμη lokhmē „gąszcz, zagajnik”; nowołac. phasis „bażant”, od średniowiecznołac. phasis avis „bażant”[40]. Nowa nazwa dla Gallophasis.
- Chalcocomus: gr. χαλκος khalkos „miedź, brąz”; rodzaj Acomus Reichenbach, 1852 (kiściec)[41]. Gatunek typowy: Acomus inornatus Salvadori, 1879.
- Delacourigallus: dr Jean Baptiste Théodore Alexandre Delacour (1890–1985), francuski ornitolog; łac. gallus „kogut”[42]. Gatunek typowy: Gennaeus edwardsi Oustalet, 1896.

### Podział systematyczny
Do rodzaju należą następujące gatunki:
- Lophura erythrophthalma (Raffles, 1822) – kiściec żółtosterny
- Lophura pyronota (G.R. Gray, 1844) – kiściec rdzawogrzbiety
- Lophura diardi (Bonaparte, 1856) – kiściec syjamski
- Lophura inornata (Salvadori, 1879) – kiściec czarny
- Lophura rufa (Raffles, 1822) – kiściec czerwonogrzbiety – takson wyodrębniony ostatnio z L. ignita[44]
- Lophura ignita (Shaw, 1798) – kiściec ognisty
- Lophura swinhoii (Gould, 1863) – kiściec tajwański
- Lophura edwardsi (Oustalet, 1896) – kiściec annamski
- Lophura bulweri (Sharpe, 1874) – kiściec modrolicy
- Lophura leucomelanos (Latham, 1790) – kiściec nepalski
- Lophura nycthemera (Linnaeus, 1758) – kiściec srebrzysty